# Stefan II (król Chorwacji)
Stefan II (zm. 1091) – król Chorwacji w latach 1089–1091 z dynastii Trpimirowiczów. Był ostatnim chorwackim królem z dynastii Trpimirowiczów. Jego ojcem był Czastomir, młodszy brat króla Piotra Krzesimira IV.
Wedle kronik, około 1070 roku Stefan został umieszczony w klasztorze św. Stefana w Splicie przez Dymitra Zwonimira. Pierwotnie miał być następcą Piotra Krzesimira IV i wstąpić na tron po jego śmierci, która nastąpiła w 1075 roku, jednak wskutek sprzeciwu ludu i duchowieństwa musiał ustąpić na rzecz popieranego przez wymienione podmioty przedstawiciela dalszej linii dynastii Trpimirowiczów, byłego bana Slawonii, Dymitra Zwonimira. 
Po śmierci króla Dymitra Zwonimira w 1089 roku nowym królem Chorwacji został będący w podeszłym wieku Stefan. Początkowo niechętnie podchodził do objęcia tronu z powodu wieku i złego stanu zdrowia, jednak ostatecznie zgodził się na skutek próśb arystokracji i duchowieństwa.
Stefan nie sprawdził się jako władca Chorwacji. Jego panowanie było krótkie (trwało zaledwie dwa lata) i nieefektywne. Sytuację wewnętrzną w Chorwacji za panowania ostatniego króla-Trpimirowicza można określić jako krytyczną, ponieważ Helena (wdowa po Dymitrze Zwonimirze) nie uznała prawa Stefana do tronu chorwackiego i potajemnie spiskowała na rzecz przejęcia władzy przez jej brata, a jednocześnie króla Węgier Władysława. 
Zmarł na początku 1091 roku, nie zostawiwszy następcy. Jego śmierć zapoczątkowała burzliwy okres w dziejach Królestwa Chorwacji, który ostatecznie doprowadził do jej podporządkowania Węgrom.